# Suhadol (gmina Slovenske Konjice)
Suhadol – wieś w Słowenii, w gminie Slovenske Konjice. W 2018 roku liczyła 53 mieszkańców.